# Conicera flavipalpus
Conicera flavipalpus är en tvåvingeart som beskrevs av Rudolf Beyer 1958. Conicera flavipalpus ingår i släktet Conicera och familjen puckelflugor.
Artens utbredningsområde är Myanmar. Inga underarter finns listade i Catalogue of Life.